# 赖蛟
赖蛟（1972年4月—），男，汉族，重庆人，中华人民共和国政治人物，曾任宁夏回族自治区人民政府副主席。现任中共西藏自治区党委常委、组织部部长。

## 生平
1992年11月加入中国共产党。1995年7月参加工作。
2020年3月当选为宁夏回族自治区人民政府副主席。
2021年7月，任中共宁夏回族自治区党委常委、政法委书记。
2021年11月，任中共西藏自治区党委常委、组织部部长。